# Mistrovství Evropy ve fotbale hráčů do 21 let 2007
Mistrovství Evropy ve fotbale hráčů do 21 let 2007 se konalo v Nizozemsku od 10. do 23. června a bylo jeho 16. ročníkem. Turnaj hrálo osm týmů, které byly rozlosovány do dvou skupin po čtyřech. Sedm týmů (Anglie, Belgie, Česko, Itálie, Izrael, Portugalsko a Srbsko) prošlo do turnaje kvalifikací, Nizozemsko mělo účast jistou jako hostitelská země.
Nejlepší 4 týmy z tohoto turnaje (semifinalisté) postoupili na Olympijský turnaj 2008, avšak Anglie nemohla postoupit, neboť je členem olympijského výboru jako Velká Británie. Bylo tak zavedeno pravidlo, že pokud se Anglie dostane do semifinále, týmy na 3. místech základních skupin sehrají zápas o poslední postupové místo na olympijské hry.

## Kvalifikace
Hlavní článek: Kvalifikace na Mistrovství Evropy ve fotbale hráčů do 21 let 2007
Oproti ostatním ročníkům ME do 21 let byla kvalifikace zkrácena, neboť se přecházelo z konání turnaje v sudých letech na roky liché. Turnaj se tak konal rok po předchozím. Nejhorší celky se střetly v předkole hraném systémem doma a venku. Poté byly týmy rozděleny do čtrnácti tříčlenných skupin, kde se utkaly jednokolově každý s každým. Vítězové jednotlivých skupin postoupili do baráže, která se hrála systémem doma a venku. Její vítězové postoupili na závěrečný turnaj.

## Základní skupiny
|  | Tým postoupil do vyřazovacích bojů.                     |
|  | Tým postoupil do jednozápasové baráže o Olympijské hry. |

### Základní skupina A
| Tým         | Z | V | R | P | VG | IG | +/- | B |
| ----------- | - | - | - | - | -- | -- | --- | - |
| Nizozemsko  | 3 | 2 | 1 | 0 | 5  | 3  | 2   | 7 |
| Belgie      | 3 | 1 | 2 | 0 | 3  | 2  | 1   | 5 |
| Portugalsko | 3 | 1 | 1 | 1 | 5  | 2  | 3   | 4 |
| Izrael      | 3 | 0 | 0 | 3 | 0  | 6  | -6  | 0 |

| 10. červen 2007 18:15 SELČ |        |        |                                                                        |
| Nizozemsko                 | 1 – 0  | Izrael | Abe Lenstra Stadion, Heerenveen diváci: 22,013 rozhodčí: Damir Skomina |
| Maduro 10'                 | Report |        | Abe Lenstra Stadion, Heerenveen diváci: 22,013 rozhodčí: Damir Skomina |

| 10. červen 2007 20:45 SELČ |        |        |                                                          |
| Portugalsko                | 0 – 0  | Belgie | Euroborg, Groningen diváci: 7,197 rozhodčí: Robert Małek |
|                            | Report |        | Euroborg, Groningen diváci: 7,197 rozhodčí: Robert Małek |

| 13. červen 2007 18:15 SELČ |        |              |                                                                       |
| Izrael                     | 0 – 1  | Belgie       | Abe Lenstra Stadion, Heerenveen diváci: 5,239 rozhodčí: Craig Thomson |
|                            | Report | Mirallas 82' | Abe Lenstra Stadion, Heerenveen diváci: 5,239 rozhodčí: Craig Thomson |

| 13. červen 2007 20:45 SELČ   |        |             |                                                           |
| Nizozemsko                   | 2 – 1  | Portugalsko | Euroborg, Groningen diváci: 19,498 rozhodčí: Knut Kircher |
| Babel 33' (pen.) Rigters 75' | Report | Veloso 77'  | Euroborg, Groningen diváci: 19,498 rozhodčí: Knut Kircher |

| 16. červen 2007 20:45 SELČ |        |                           |                                                                          |
| Nizozemsko                 | 2 – 2  | Belgie                    | Abe Lenstra Stadion, Heerenveen diváci: 24,099 rozhodčí: Stéphane Lannoy |
| Rigters 13' Drenthe 37'    | Report | Mirallas 9' Pocognoli 70' | Abe Lenstra Stadion, Heerenveen diváci: 24,099 rozhodčí: Stéphane Lannoy |

| 16. červen 2007 20:45 SELČ |        |                                              |                                                          |
| Izrael                     | 0 – 4  | Portugalsko                                  | Euroborg, Groningen diváci: 10,833 rozhodčí: Zsolt Szabó |
|                            | Report | Fernandes 37' Vaz Té 45' Veloso 49' Nani 50' | Euroborg, Groningen diváci: 10,833 rozhodčí: Zsolt Szabó |

### Základní skupina B
| Tým    | Z | V | R | P | VG | IG | +/- | B |
| ------ | - | - | - | - | -- | -- | --- | - |
| Srbsko | 3 | 2 | 0 | 1 | 2  | 2  | 0   | 6 |
| Anglie | 3 | 1 | 2 | 0 | 4  | 2  | 2   | 5 |
| Itálie | 3 | 1 | 1 | 1 | 5  | 4  | 1   | 4 |
| Česko  | 3 | 0 | 1 | 2 | 1  | 4  | -3  | 1 |

| 11. červen 2007 18.15 SELČ |        |        |                                                       |
| Česko                      | 0 – 0  | Anglie | Gelredome, Arnhem diváci: 9,382 rozhodčí: Zsolt Szabó |
|                            | Report |        | Gelredome, Arnhem diváci: 9,382 rozhodčí: Zsolt Szabó |

| 11. červen 2007 20:45 SELČ |        |        |                                                              |
| Srbsko                     | 1 – 0  | Itálie | De Goffert, Nijmegen diváci: 8,347 rozhodčí: Stéphane Lannoy |
| Milovanović 63'            | Report |        | De Goffert, Nijmegen diváci: 8,347 rozhodčí: Stéphane Lannoy |

| 14. červen 2007 18:15 SELČ |        |                |                                                           |
| Česko                      | 0 – 1  | Srbsko         | De Goffert, Nijmegen diváci: 6,109 rozhodčí: Robert Małek |
|                            | Report | Janković 90+3' | De Goffert, Nijmegen diváci: 6,109 rozhodčí: Robert Małek |

| 14. červen 2007 20:45 SELČ |        |                            |                                                          |
| Anglie                     | 2 – 2  | Itálie                     | Gelredome, Arnhem diváci: 17,103 rozhodčí: Damir Skomina |
| Nugent 24' Lita 26'        | Report | Chiellini 36' Aquilani 69' | Gelredome, Arnhem diváci: 17,103 rozhodčí: Damir Skomina |

| 17. červen 2007 20:45 SELČ            |        |                 |                                                         |
| Itálie                                | 3 – 1  | Česko           | Gelredome, Arnhem diváci: 7,167 rozhodčí: Craig Thomson |
| Aquilani 4' Chiellini 29' Rossi 45+1' | Report | Papadopulos 14' | Gelredome, Arnhem diváci: 7,167 rozhodčí: Craig Thomson |

| 17. červen 2007 20:45 SELČ |        |        |                                                           |
| Anglie                     | 2 – 0  | Srbsko | De Goffert, Nijmegen diváci: 9,133 rozhodčí: Knut Kircher |
| Lita 5' Derbyshire 77'     | Report |        | De Goffert, Nijmegen diváci: 9,133 rozhodčí: Knut Kircher |

## Olympijská baráž
Vzhledem k tomu, že měla Evropa alokována 4 místa na olympijském turnaji, ale Anglie, která na OH postoupit nemohla, neboť není samostatným státem, postoupila do semifinále, třetí celky z obou skupin sehrály baráž o zbylé místo na olympijském turnaji.
| 21. červen 2007 20.45 SELČ |           |        |                                                              |
| Portugalsko                | 0 – 0 (p) | Itálie | De Goffert, Nijmegen diváci: 5,161 rozhodčí: Stéphane Lannoy |
|                            | Report    |        | De Goffert, Nijmegen diváci: 5,161 rozhodčí: Stéphane Lannoy |

|                                        |       | Penaltový rozstřel                 |  |
| Moutinho Nani Fernandes Veloso Antunes | 3 – 4 | Pellè Montolivo Criscito Palladino |  |

## Semifinále
| 20. červen 2007 18.15 SELČ |           |          |                                                                       |
| Nizozemsko                 | 1 – 1 (p) | Anglie   | Abe Lenstra Stadion, Heerenveen diváci: 23,467 rozhodčí: Knut Kircher |
| Rigters 89'                | Report    | Lita 39' | Abe Lenstra Stadion, Heerenveen diváci: 23,467 rozhodčí: Knut Kircher |

| |         | Penaltový rozstřel |  |
| Babel Drenthe Janssen Beerens Maduro De Ridder Zuiverloon Rigters Kruiswijk Waterman Beerens Drenthe Maduro Janssen De Ridder Zuiverloon | 13 – 12 | Young Milner Noble Hoyte Derbyshire Ferdinand Carson Rosenior Reo-Coker Taylor Young Milner Noble Hoyte Derbyshire Ferdinand |  |

| 20. červen 2007 20.45 SELČ |        |        |                                                         |
| Srbsko                     | 2 – 0  | Belgie | Gelredome, Arnhem diváci: 17,438 rozhodčí: Robert Małek |
| Kolarov 4' Mrđa 87'        | Report |        | Gelredome, Arnhem diváci: 17,438 rozhodčí: Robert Małek |

## Finále

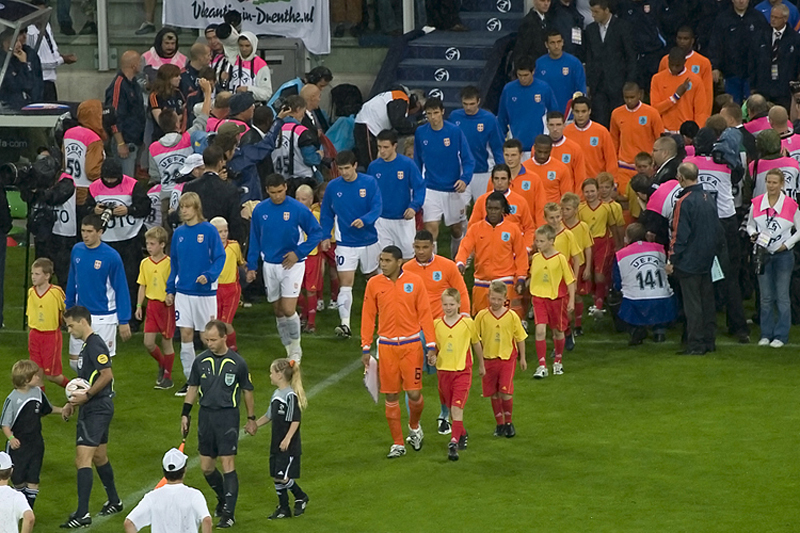
Týmy vstupují na hřiště před finálovým zápasem.

| 23. červen 2007 20.45 SELČ                  |        |          |                                             |
| Nizozemsko                                  | 4 – 1  | Srbsko   | Euroborg, Groningen rozhodčí: Damir Skomina |
| Bakkal 17' Babel 60' Rigters 67' Bruins 87' | Report | Mrđa 79' | Euroborg, Groningen rozhodčí: Damir Skomina |